# Centre hospitalier national El-Maarouf
Le centre hospitalier national El-Maarouf est le plus grand hôpital des Comores. Situé à Moroni, il a été inauguré en 1954 sous le nom d'hôpital Georges Boussenot avant d'être rebaptisé du nom du cheikh Saïd Mohamed bin Cheikh Ahmed Al Maarouf.
Les infrastructures étant vétustes, de nouveaux locaux sont en construction depuis 2017, pour une livraison en 2023.